# André Wegener Sleeswijk
André Wegener Sleeswijk (Bindjei (Noord-Sumatra), 11 mei 1927 − Laren (Noord-Holland), 11 juni 2018) was een Nederlands hoogleraar technische natuurkunde aan de Rijksuniversiteit Groningen en publicist.

## Biografie
Sleeswijk was een telg uit het geslacht Sleeswijk, onder wie enkele zeilmakers, en een zoon van oud-Deliplanter Fredrik Wilhelm Wegener Sleeswijk (1904-1974) en Cornelia Hendrika van Giffen (1908-1973). Hij trouwde tweemaal en uit elk huwelijk had hij twee dochters. Hij was een oomzegger van architect prof. ir. Cornelis Wegener Sleeswijk (1909-1991) en een broer van jurist mr. Rienk Wegener Sleeswijk (1941-2019). 
Sleeswijk studeerde af in 1953 aan de Technische Hoogeschool Delft en ging daarna werken bij het laboratorium van Shell in Amsterdam. In 1961 promoveerde Sleeswijk op Emissary dislocations. Theory and experiments on the propagation of deformation twins in α-iron aan de Universiteit van Amsterdam. In 1964 werd hij benoemd aan de Rijksuniversiteit Groningen tot hoogleraar in de technische natuurkunde. Zijn inaugurele rede van 18 mei 1965 droeg de titel Eilanden der wetenschap. Hij ging in 1992 met emeritaat. Hij publiceerde gedurende decennia artikelen over zijn vakgebied in NRC-Handelsblad die later werden gebundeld; de boeken werden als zeer toegankelijk aangemerkt.
Net als zijn broer, publiceerde hij vanaf 1983 over zeilschepen. In 1990 publiceerde hij ook over de waterklokken van Vitruvius. Prof. dr. ir. A. Wegener Sleeswijk overleed in 2018 op 91-jarige leeftijd.